# Les Paletots sans manches
Les Paletots sans manches est un roman policier français de Léo Malet, paru en 1949 aux éditions S.E.P.E. Ce roman mettant en scène Nestor Burma précède le cycle des Nouveaux Mystères de Paris.

## Résumé
Répondant à un appel téléphonique, Nestor Burma se rend à Sceaux chez l'industriel Gérard Flauvigny, patron des Tréfileries de la Seine où Burma a été autrefois manœuvre. L'homme d'affaires veut confier au détective la surveillance de son fils Roland, un étudiant en droit, dont les mauvaises fréquentations au Quartier Latin sont pour lui source d'inquiétudes. Joëlle, la sœur de Roland, révèle bientôt à Burma que son frère fréquente L'Antinéa, une boîte tenue par des Arabes, qu'il y fait de curieuses rencontres et qu'il s'adonne au haschich. 
L'enquête prend toutefois un tour tragique quand Burma découvre le cadavre du jeune Roland, mort par asphyxie sous l'emprise de stupéfiants. Tout laisse croire à un suicide, mais Burma ne se satisfait pas de cette explication. Il poursuit donc son enquête, convaincu de pouvoir dénouer les fils d'une intrigue compliquée par de lourds secrets familiaux.

## Éditions
- S.E.P.E., Labyrinthe, 1949
- Librairie de la Butes-aux-Cailles, 1980
- Éditions Robert Laffont, collection Bouquins, 1986 ; réédition en 2006
- 10-18, Grands détectives no 2032, 1989
- Presses de la Cité, Les Aventures de Nestor Burma no 6, 1990

## Adaptation à la télévision
- 1995 : Les Paletots sans manches, épisode 3, saison 4, de la série télévisée française Nestor Burma réalisé par Daniel Losset, adaptation du roman éponyme de Léo Malet, avec Guy Marchand dans le rôle de Nestor Burma.

## Sources
- Jacques Baudou (dir.), Les Nombreuses Vies de Nestor Burma, Nantes, Les Moutons électriques, coll. « La Bibliothèque rouge no 18 », 2010, 333 p. (ISBN 978-2-36183-003-8, OCLC 670472170), p. 89-90.
- Francis Lacassin, Sous le masque de Léo Malet, Nestor Burma, Amiens, Encrage, coll. « Portraits » (no 4), 1991 (ISBN 978-2-906-38932-8, OCLC 406670086), p. 40-42.
- Jean Tulard, Dictionnaire du roman policier : 1841-2005. Auteurs, personnages, œuvres, thèmes, collections, éditeurs, Paris, Fayard, 2005, 768 p. (ISBN 978-2-915793-51-2, OCLC 62533410), p. 546.